# Hugh Gough
Hugh Gough (Woodstown, 3 novembre 1779 – Londra, 2 marzo 1869) è stato un generale inglese.

## Biografia

### I primi anni
Nato a Woodstown, Limerick, egli era discendente di Francis Gough il quale era stato nominato vescovo di Limerick nel 1626. Entrato nell'esercito britannico nell'agosto del 1794, egli prestò servizio nel 78° Highlanders al Capo di Buona Speranza prendendo parte alla presa di Città del Capo ed alla distruzione della flotta olandese presso Saldanha Bay nel 1796. Successivamente, prestò servizio nelle Indie orientali dove, con l'87° (Royal Irish Fusiliers), lanciò un attacco al Porto Rico, prendendo poi il Suriname, e Saint Lucia.

### La guerra d'indipendenza spagnola
Nel 1809 egli venne chiamato a prendere parte alla guerra d'indipendenza spagnola, aderendo alle armate comandate dal Duca di Wellington come maggiore e prendendo parte direttamente alla Seconda battaglia di Porto, occasione nella quale la città venne ripresa ai frances.
Egli venne pesantemente ferito alla Battaglia di Talavera perdendo nello stesso scontro il proprio cavallo. Per la sua condotta e per il brillante servizio prestato venne nominato Luogotenente-Colonnello su raccomandazione dello stesso Wellington venendo menzionato anche in un dispaccio. Successivamente venne quindi posto a capo di un reggimento. Egli venne successivamente coinvolto nella Battaglia di Barrosa con la quale ebbe nuovamente vittoria. Alla difesa di Tarifa a lui venne assegnato a una posizione di grande rischio ed egli riuscì ad evitare che i nemici assediassero la città. Alla Battaglia di Vitoria, Gough ebbe modo ancora di distinguersi, riuscendo inoltre a catturare la bandiera personale del maresciallo francese Jourdan ed il suo bastone. Ferito pesantemente nella Battaglia di Nivelle, venne poco dopo decorato Cavaliere dell'Ordine di Carlo III dal re di Spagna.
Alla fine degli scontri tornò in patria per un breve periodo di pausa per poi ottenere il comando di un reggimento di stanza nell'Irlanda meridionale col ruolo di magistrato col compito di sedare le agitazioni. Gough venne promosso Maggiore-Generale nel 1830.

### Servizio in Asia

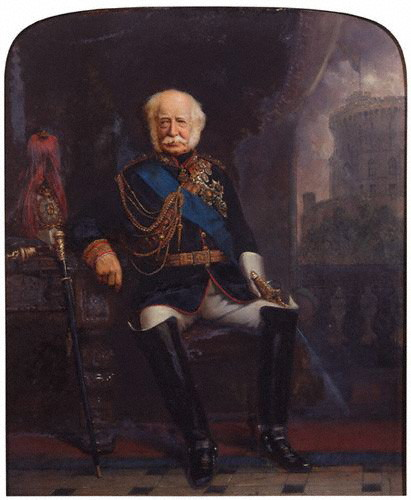
Hugh Gough nelle vesti di Comandante in Capo alle truppe britanniche in India

Sette anni più tardi, Gough venne inviato in India a prendere il comando della divisione dell'esercito inglese di stanza nel Regno di Mysore. Poco dopo il suo arrivo, però, le tensioni interne portarono allo scoppio della Prima guerra dell'oppio che richiese nuovamente la sua presenza sul campo ed egli venne nominato comandante in capo delle forze inglesi in Cina. Egli ebbe nel contempo grande influenza sul ministro plenipotenziario Sir Henry Pottinger, dettando con lui le condizioni di pace dopo la vittoria inglese.
Dopo la conclusione degli scontri col Trattato di Nanchino nell'agosto del 1842, le forze inglesi ottennero di ritirarsi e prima della fine di quell'anno Gough ottenne il titolo di cavaliere dell'Ordine del Bagno, oltre al titolo di Baronetto che gli pervenne il 23 dicembre 1842 in riconoscimento del valore dimostrato ancora una volta nella presa dei forti di Canton. Nell'agosto del 1843 venne nominato Comandante in Capo delle forze britanniche in India e nel dicembre di quello stesso anno dovette riprendere nuovamente le armi contr oi Mahratta a Maharajpur, sconfiggendoli e catturando cinquanta cannoni al nemico. Nel 1845 scoppiò la Prima guerra anglo-sikh dopo che i sikh attraversarono il fiume Sutlej in formazioni compatte e Sir Hugh Gough venne chiamato a condurre delle operazioni direttamente contro di loro, grazie anche al supporto di Lord Hardinge, il governatore generale, che si arruolò volontariamente al suo comando. I successi conseguiti nelle battaglie di Mudki e Ferozeshah oltre che in quello della Battaglia di Sobraon, portarono alla pace coi sikh siglata a Lahore.
Il suo brillante servizio venne ricompensato con l'elevazioen a Barone Gough di Ching Kang Foo in Cina e di Maharajpore e del Sutlej nelle Indie Orientali dall'aprile del 1846. La guerra in India scoppiò nel 1848 e nuovamente Lord Gough scese in campo con l'esercito britannico ma questa volta la fortuna non fu dalla sua parte e dopo il massacro della battaglia di Chillianwalla, le autorità britanniche gli preferirono Sir Charles Napier. Egli venne nuovamente sconfitto dai sikh nella Battaglia di Gujarat (febbraio 1849), il che segnò irrimediabilmente la sua sostituzione anche a causa di contrasti sorti circa le tattiche da lui utilizzate nell'ambito di queste operazioni. Lord Gough ritornò quindi in Inghilterra ed ottenne il titolo di Visconte Gough di Goojerat nel Punjab e della città di Limerick ricevendo gli omaggi di entrambe le camere parlamentari. Gli venne accordata quindi una pensione di 2000 sterline annue e decise di ritirarsi dalla scena militare. Nel 1854 venne nominato Colonnello delle Royal Horse Guards, e due anni dopo venne inviato in Crimea in rappresentanza della sovrana inglese per investire il maresciallo francese Aimable Pélissier ed altri ufficiali delle insegne dell'Ordine del Bagno.
Le onorificenze aumentarono anche per lo stesso Gough negli ultimi anni della sua vita: divenuto cavaliere dell'Ordine di San Patrizio (il primo a ricevere questa onorificenza senza appartenere alla Parìa d'Irlanda), divenne anche Consigliere Privato e Gran Commendatore dell'Ordine della Stella d'India nel novembre del 1862, unitamente alla nomina a Feldmaresciallo.
Morì a Londra nel 1869 e in suo ricordo rimane oggi il Mount Gough sull'isola di Hong Kong che da lui prese il nome.